# Ovručský rajón
Ovručský rajón (ukrajinsky Овруцький район) byl rajón v Žytomyrské oblasti na Ukrajině. Jeho hlavním městem byl Ovruč a rajón měl přibližně 56 tisíc obyvatel.